# Jadwiga Apołłow

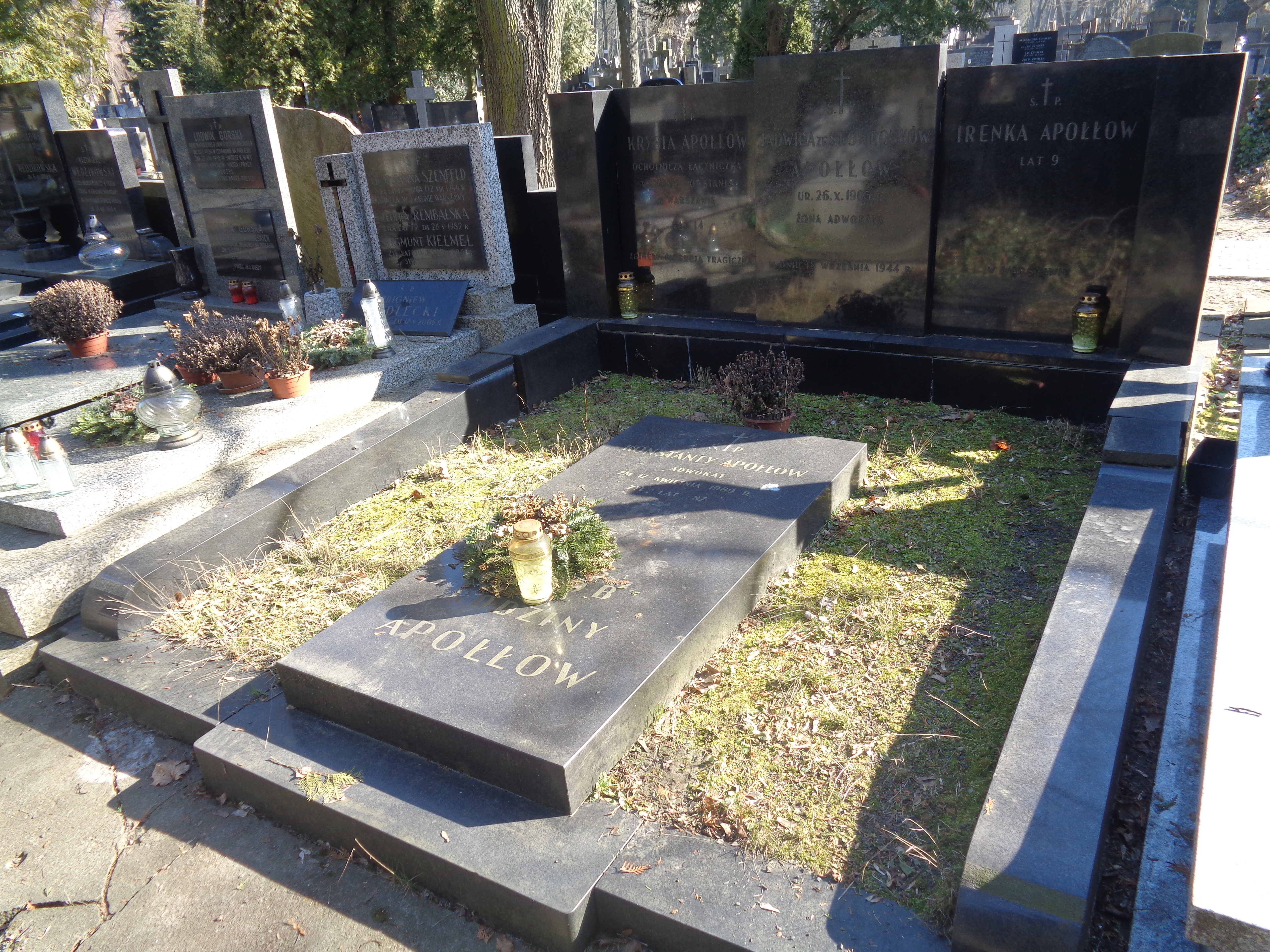
Nagrobek Jadwigi Apołłow na Cmentarzu Powążkowskim

Jadwiga Maria Apołłow z d. Skowronek (ur. 26 października 1903 w Lublinie, zm. 18 września 1944 w Warszawie) – polska Sprawiedliwa wśród Narodów Świata.

## Życiorys
Urodzona w Lublinie 26 października 1903 r. córka Antoniego Skowronka i Marii z domu Mazurek. Mężem Jadwigi Apołłow był adwokat, Konstanty Apołłow, z którym miała dwie córki: Krystynę i Irenę. Latem 1942 r. została poproszona przez siostrę, Irenę Skowronek, o udzielenie pomocy zbiegłej z getta Annie Neuding, żydowskiej seniorce. Wspólnie z mężem ukrywała ją przez dwa miesiące w mieszkaniu przy ulicy ks. Skorupki 6, po czym Neuding została przeniesiona do bezpieczniejszej kryjówki.
Apołłow zmarła 18 września 1944 r. podczas powstania warszawskiego, wskutek bombardowania ulicy 6 sierpnia (obecnie ul. Nowowiejska). Została pochowana na Cmentarzu Stare Powązki wspólnie z córkami, które zginęły razem z nią (kw. 150, rz. 2, m. 9,10).
7 maja 1987 r. Jadwiga Apołłow została pośmiertnie uznana przez Jad Waszem za Sprawiedliwą wśród Narodów Świata. Wspólnie z nią uhonorowano jej męża, Konstantego Apołłowa.